# Команче (округ, Оклахома)
Округ Команче — округ в штате Оклахома, США. Население округа на 2000 год составляло 114 996 человек. Административный центр округа — город Лотон.

## География
Округ имеет общую площадь 2808 км², из которых 2770 км² приходится на сушу и 38 км² (1,34 %) на воду.

### Основные автомагистрали
- Межштатная автомагистраль 44
- Автомагистраль 62
- Автомагистраль 277
- Автомагистраль 281

### Соседние округа
- Каддо (север)
- Грейди (северо-восток)
- Стивенс (юго-восток)
- Коттон (юг)
- Тилмен (юго-запад)
- Кайова (запад)

### Населённые пункты
| - Каш - Чаттануга - Элджин - Факсон - Флетчер | - Джеронимо - Индиахома - Лотон - Медисин-Парк - Стерлинг |

## Демография
По данным переписи в 2000 году насчитывалось 114 996 человек, 39 808 домохозяйств и 28 860 семей, проживающих в округе. Плотность населения составляла 42 человека на квадратный километр. Расовый состав: 65,21 % белое население, 19,00 % афроамериканцы, 5,13 % коренные американцы, 2,09 % азиаты, 0,4 % гавайцы, 3,48 % прочие расы и 8,41 % смешанные расы.
Распределение населения по возрасту: 27,8 % составляют люди до 18 лет, 13,9 % от 18 до 24 лет, 30,7 % от 25 до 44 лет, 17,8 % от 45 до 64 лет и 9,8 %, в возрасте 65 лет и старше. Средний возраст составляет 30 года. На каждые 100 женщин приходится 107,7 мужчин. На каждые 100 женщин в возрасте 18 лет и старше насчитывалось 108,8 мужчин.
Среднегодовой доход на домашнее хозяйство в городе составляет $ 33 867, а средний доход на семью составляет $ 39 214. Мужчины имеют средний доход $ 28 712, тогда как женщины $ 22 084. Доход на душу населения по городу составляет $ 15 728. Около 13,2 % семей и 15,6 % населения находятся ниже черты бедности, в том числе 20,9 % из них моложе 18 лет и 10,7 % в возрасте 65 лет и старше.